# Tomasz Beksiński – In Memoriam
Tomasz Beksiński – In Memoriam – album kompilacyjny poświęcony pamięci Tomasza Beksińskiego, dziennikarza Programu 3 Polskiego Radia, felietonisty i tłumacza.
Składa się z czternastu utworów artystów, których muzyka była prezentowana w nocnych, autorskich audycjach Beksińskiego z cyklu „Muzyczna poczta UKF” i „Trójka pod księżycem”. Otwierający album fragment utworu „Neon Mariners” zespołu The Legendary Pink Dots, był sygnałem drugiej ze wspomnianych audycji. Z kolei zakończenie płyty – utwór „Stationary Traveller” grupy Camel to kompozycja, którą prezenter pożegnał się ze słuchaczami w swojej ostatniej audycji radiowej w 1999 roku. Wyboru nagrań dokonali dziennikarze radiowej „Trójki” i sympatycy programów Tomasza Beksińskiego.
Album ukazał się pod patronatem Programu III Polskiego Radia 2 lutego 2015 roku, został wydany przez Agencję Muzyczną Polskiego Radia.

## Lista utworów
Opracowano na podstawie materiału źródłowego.
1. The Legendary Pink Dots – „Neon Mariners” (fragment) – 00:42
2. The Sisters of Mercy – „Lucretia My Reflection” – 04:51
3. Lacrimosa – „Halt Mich” – 03:54
4. Deine Lakaien – „The Game” – 04:22
5. Galahad – „Julie Anne” – 04:38
6. Fish – „Vigil” – 08:41
7. Collage – „Living In The Moonlight” – 04:45
8. Closterkeller – „Violette” – 05:52
9. Abraxas – „Pokuszenie” – 12:01
10. Marillion – „Sugar Mice” – 05:46
11. Jethro Tull – „Living In The Past” – 03:17
12. Cockney Rebel – „Sebastian” – 06:53
13. The Alan Parsons Project – „Ammonia Avenue” – 06:31
14. Camel – „Stationary Traveller” – 05:30